# Charles Royle, Baron Royle
Charles Royle, Baron Royle JP (* 23. Januar 1896; † 30. September 1975) war ein britischer Unternehmer und Politiker der Labour Party, der neunzehn Jahre lang Abgeordneter des House of Commons war und 1964 als Life Peer aufgrund des Life Peerages Act 1958 Mitglied des House of Lords wurde.

## Leben
Royle, dessen Vater Charles Royle zwischen Dezember 1923 und Oktober 1924 den Wahlkreis Stockport als Abgeordneter im House of Commons vertreten hatte, leistete nach dem Besuch der Stockport Grammar School während des Ersten Weltkrieges Militärdienst bei den Royal Engineers an der Westfront.
Anschließend war Royle Unternehmer im Fleischhandel und engagierte sich als Vorsitzender der Labour Party von Stockport sowie als stellvertretender Vorsitzender der Vereinigung der Gemeinderäte (Magistrates Association) in der Kommunalpolitik. Bei den Unterhauswahlen vom 14. November 1935 kandidierte er ohne Erfolg für ein Abgeordnetenmandat im Wahlkreis Lancaster. Er war während des Zweiten Weltkrieges von 1939 bis 1945 auch als Fleischagent für das Ernährungsministerium (Ministry of Food) tätig sowie zwischen 1942 und 1943 Präsident der Vereinigung der Fleischhändler von Manchester und Salford (Manchester and Salford Meat Trader’s Association).
Bei den Unterhauswahlen vom 5. Juli 1945 wurde Royle als Kandidat der Labour Party als Abgeordneter in das House of Commons gewählt und vertrat in diesem bis zu seinem Mandatsverzicht am 31. August 1964 neunzehn Jahre lang den Wahlkreis Salford West. Während dieser Zeit war er während der Amtszeit von Premierminister Clement Attlee zwischen 1950 und 1951 Lord Commissioner of the Treasury sowie nach der anschließenden Niederlage seiner Partei bei den Unterhauswahlen am 25. Oktober 1951 bis 1954 Parlamentarischer Geschäftsführer (Whip) der oppositionellen Labour-Fraktion im Unterhaus.
Kurz vor seinem Ausscheiden aus dem Unterhaus wurde Royle durch ein Letters Patent vom 25. August 1964 als Life Peer mit dem Titel Baron Royle, of Pendleton in the City of Salford, aufgrund des Life Peerages Act 1958 in den Adelsstand erhoben und gehörte als solcher bis zu seinem Tod dem House of Lords als Mitglied an.
Während seiner Mitgliedschaft im Oberhaus war Baron Royle zeitweilig stellvertretender Sprecher sowie stellvertretender Vorsitzender der Ausschüsse des Oberhauses. Darüber hinaus engagierte er sich als Präsident der Britisch-Karibischen Vereinigung (British-Caribbean Association), als Vizepräsident der Association of Metropolitan Corporations sowie Vorsitzender der Alliance Building Society. Baron Royle, der auch Honorary Fellow des Instituts der Architekten und Vermesser (Institute of Architects and Surveyors) war, fungierte ferner als Friedensrichter (Justice of the Peace) von Brighton.